# Александровка (Устиновская поселковая община)
Алекса́ндровка (укр. Олександрівка) — село в Устиновской поселковой общине Кропивницкого района Кировоградской области Украины.
Население по переписи 2001 года составляло 444 человека. Телефонный код — 5239. Код КОАТУУ — 3525880201.

## История
В 1946 году указом ПВС УССР село Александро-Ахтово переименовано в Александровку.
До 2020 года село входило в Устиновский район